# Маја Лазаров
Маја Рибар Лазаров (Ниш, 29. октобар 1923 — Београд, 14. јун 1972) била је један од пионира југословенске монтаже. Радила је монтажу првог југословенског играног филма Славица из 1947. године. Сарађивала је са Вјекославом Африћем, Радошем Новаковићем, Владаном Слијепчевићем итд.

## Филмографија
| Год.   | Назив                    | Улога |
| ------ | ------------------------ | ----- |
| 1940.е |                          |       |
| 1947.  | Славица (филм)           |       |
| 1948.  | Софка                    |       |
| 1950.е |                          |       |
| 1952.  | Хоја Леро                |       |
| 1955.  | Шолаја (филм)            |       |
| 1957.  | Мали човек               |       |
| 1959.  | Ветар је стао пред зору  |       |
| 1950.е |                          |       |
| 1961.  | Мирно лето               |       |
| 1961.  | Песма (филм)             |       |
| 1962.  | Медаљон са три срца      |       |
| 1963.  | Операција Тицијан        |       |
| 1964.  | Право стање ствари       |       |
| 1965.  | Мртвима улаз забрањен    |       |
| 1965.  | Ко пуца отвориће му се   |       |
| 1966.  | Време љубави             |       |
| 1966.  | Штићеник                 |       |
| 1967.  | Мементо                  |       |
| 1967.  | Куда после кише          |       |
| 1967.  | Дим (филм)               |       |
| 1968.  | Има љубави, нема љубави  |       |
| 1968.  | Бекства                  |       |
| 1969.  | Време без рата           |       |
| 1970.е |                          |       |
| 1971.  | Цео живот за годину дана |       |